# Prix Micheluzzi
Pour les articles homonymes, voir Micheluzzi.
Les prix Micheluzzi, en hommage à l'auteur italien Attilio Micheluzzi, récompensent chaque année au festival de Naples (Napoli Comicon (it)) des auteurs pour des bandes dessinées parues l'année précédente. Ils récompensent à la fois des bandes dessinées grand public et des œuvres d'auteur.
Depuis la première édition en 1998, les catégories ont régulièrement évolué. En 1998 et 2000, pour les deux premières éditions, les prix étaient remis après un vote des lecteurs de la revue d'information MegaZine, d'après une sélection effectuée par la direction du salon, d'où des résultats privilégiant les séries grand public populaires. Depuis 2001, c'est un jury qui effectue le choix parmi cette sélection. Depuis l'édition 2006, le comité de sélection est indépendant de la direction du festival.

## Prix récompensant des personnes

### Meilleur scénariste
Ce prix s'est appelé « Miglior sceneggiatore italiano » de 1998 à 2005. En 2006 et 2007, ont été différenciés les meilleurs scénarios (« miglior sceneggiatura ») de série réaliste (R, « per una serie realistica »), humoristique (H, « per una serie umoristica ») et d'album one-shot ou « roman graphique » (A, « per un libro a fumetti » en 2006, « per un romanzo grafico » ensuite). En 2008, le prix a repris le nom plus général de « meilleur scénariste », tout en restant destiné aux créateurs italiens.
| Année    | Auteur               | Œuvre                                                                                 | Maison d'édition          |
| -------- | -------------------- | ------------------------------------------------------------------------------------- | ------------------------- |
| 1998     | Claudio Chiaverotti  | Dylan Dog                                                                             | Bonelli                   |
| 2000     | Giancarlo Berardi    | Julia                                                                                 | Bonelli                   |
| 2001     | Alfredo Castelli     | Martin Mystère                                                                        | Bonelli                   |
| 2002     | Francesco Artibani   | Histoires Disney                                                                      | Disney Italia             |
| 2003     | Gianfranco Manfredi  | Magico Vento (it)                                                                     | Bonelli                   |
| 2004     | Luca Enoch           | Gea                                                                                   | Bonelli                   |
| 2004     | Luca Enoch           | Morgana                                                                               | Pavesio                   |
| 2005     | Massimo Semerano     | Europa                                                                                | Black Velvet              |
| 2006 (A) | Giorgio Mascitelli   | Una lacrima sul viso                                                                  | I Cani                    |
| 2006 (R) | Alessandro Bilotta   | La Dottrina no 3                                                                      | Magic Press               |
| 2006 (H) | Giovanna Zoboli      | Pilly, dans Baribal                                                                   | Baribal                   |
| 2007 (A) | Giovanni Di Gregorio | Brancaccio, chronique d'une mafia ordinaire (Brancaccio : Storie di mafia quotidiana) | BeccoGiallo               |
| 2007 (R) | Alfredo Castelli     | Diabolik : Gli anni perduti nel sangue                                                | Astorina                  |
| 2007 (R) | Mario Gomboli        | Diabolik : Gli anni perduti nel sangue                                                | Astorina                  |
| 2007 (R) | Tito Faraci          | Diabolik : Gli anni perduti nel sangue                                                | Astorina                  |
| 2007 (H) | Emiliano Pagani      | Don Zauker exorciste (en) (Don Zauker esorcista)                                      | Mario Cardinali           |
| 2008     | Leo Ortolani         | Rat-Man                                                                               | Panini Comics             |
| 2009     | Michele Petrucci     | Metauro                                                                               | Tunué                     |
| 2010     | Otto Gabos           | Esperanto                                                                             | Black Velvet              |
| 2011     | Ausonia              | Interni 3                                                                             | Double Shot               |
| 2012     | Marco Peroni         | Adriano Olivetti, Un secolo troppo presto                                             | BeccoGiallo               |
| 2013     | Paolo Bacilieri      | La Vie rêvée du capitaine Salgari (Sweet Salgari)                                     | Coconino Press            |
| 2014     | Alessandro Bilotta   | Le Storie no 10 : Nobody                                                              | Bonelli                   |
| 2015     | Bruno Enna           | Saguaro (it)                                                                          | Bonelli                   |
| 2016     | Alessandro Tota      | Le Voleur de livres (Il ladro di libri)                                               | Coconino Press / Fandango |
| 2017     | Davide Reviati       | Crache trois fois (Sputa tre volte)                                                   | Coconino Press / Fandango |
| 2018     | Alessandro Bilotta   | Mercurio Loi no 4-7                                                                   | Bonelli                   |
| 2019     | Alessandro Lise      | Il futuro è un morbo oscuro, dr. Zurich                                               | Becco Giallo              |
| 2019     | Alberto Talami       | Il futuro è un morbo oscuro, dr. Zurich                                               | Becco Giallo              |

### Meilleur dessinateur
Ce prix s'est appelé « miglior disegnatore italiano » de 1998 à 2005. À partir de 2006, ont été différenciés les meilleurs dessins (« disegno ») de série réaliste (R, « per una serie realistica »), humoristique (H, « per una serie umoristica ») et d'album one-shot ou « roman graphique » (A, « per un libro a fumetti » en 2006, « per un romanzo grafico » ensuite). En 2008, le prix a repris le nom plus général de « meilleur dessinateur », tout en restant destiné aux créateurs italiens.
| Année    | Auteur                             | Œuvre                                                                       | Maison d'édition          |
| -------- | ---------------------------------- | --------------------------------------------------------------------------- | ------------------------- |
| 1998     | Giuseppe Palumbo                   | Martin Mystère                                                              | Bonelli                   |
| 2000     | Roberto De Angelis                 | Nathan Never                                                                | Bonelli                   |
| 2001     | Paolo Bacilieri                    | Napoleone (it)                                                              | Bonelli                   |
| 2002     | Giuseppe Palombo                   | Diabolik                                                                    | Astorina                  |
| 2003     | Corrado Mastantuono                | Magico Vento (it)                                                           | Bonelli                   |
| 2003     | Corrado Mastantuono                | Bum Bum Ghigno (fi)                                                         | Disney Italia             |
| 2004     | Gipi                               | Extérieur nuit (it) (Esterno Notte)                                         | Coconino Press            |
| 2005     | Massimo Carnevale                  | I Colori di Carnevale                                                       | Eura (it)                 |
| 2006 (A) | Gipi                               | Le Local (Questa è la stanza)                                               | Coconino Press            |
| 2006 (R) | Mario Rossi                        | Dampyr (it) no 66 : Il Griande Fiume                                        | Bonelli                   |
| 2006 (H) | Antonello Dalena (layouts)         | Monster Allergy no 27 : L'Œil de Maggoth (L'Occio du Maggoth)               | Disney Italia             |
| 2006 (H) | Arianna Rea (layouts et crayonnés) | Monster Allergy no 27 : L'Œil de Maggoth (L'Occio du Maggoth)               | Disney Italia             |
| 2006 (H) | Paolo Campinoti (crayonnés)        | Monster Allergy no 27 : L'Œil de Maggoth (L'Occio du Maggoth)               | Disney Italia             |
| 2006 (H) | Paolo Ferrante (encrage)           | Monster Allergy no 27 : L'Œil de Maggoth (L'Occio du Maggoth)               | Disney Italia             |
| 2007 (A) | Manuele Fior                       | Icarus (Rosso Oltremare)                                                    | Coconino Press            |
| 2007 (R) | Giuseppe Palumbo                   | Diabolik : Gli anni perduti nel sangue                                      | Astorina                  |
| 2007 (H) | Daniele Caluri                     | Don Zauker (it)                                                             | Mario Cardinali           |
| 2008     | Giancarlo Olivares                 | Nathan Never no 198                                                         | Bonelli                   |
| 2009     | Alberto Ponticelli                 | Blatta                                                                      | Leopoldo Bloom            |
| 2010     | Andrea Bruno                       | Samedi répit (Sabato Tregue)                                                | Canicola                  |
| 2011     | MP5                                | Acqua Storta                                                                | Meridiano Zero            |
| 2012     | Matteo Alemanno                    | Protecto                                                                    | Nona Arte                 |
| 2013     | Andrea Accardi                     | Le Storie (it) t. 2 : La Rédemption du samouraï (La Redenzione del Samurai) | Bonelli                   |
| 2014     | Andrea Venturi                     | Speciale Tex no 28                                                          | Bonelli                   |
| 2015     | Paolo Bacilieri                    | Fun                                                                         | Coconino Press            |
| 2016     | Igort                              | Les Cahiers japonais (Quaderni giapponesi)                                  | Coconino Press / Fandango |
| 2017     | Gigi Cavenago                      | Dylan Dog no 361                                                            | Bonelli                   |
| 2018     | Barbara Baldi                      | La Partition de Flintham (Lucenera)                                         | Oblomov Edizioni          |
| 2019     | Paolo Bacilieri                    | Tramezzino                                                                  | Canicola                  |

### Autres prix
Meilleure auteur complet italien (Miglior Autore Completo Italiano)
- 1998 : Vittorio Giardino

Meilleur dessinateur de couverture italien (Miglior Copertinista Italiano).
- 1998 : Paolo Parente

Meilleur critique ou essayiste italien (Miglior Critico e Saggista Italiano)
- 1998 : Daniele Brolli

### Meilleur éditeur
Ce prix, appelé « miglior editore » en italien a surtout été décerné à de petites maisons d'éditions jusqu'à sa disparition 2005.
| Année | Maison d'édition |
| ----- | ---------------- |
| 1998  | Magic Press      |
| 2001  | Coconino Press   |
| 2002  | Coconino Press   |
| 2003  | Coconino Press   |
| 2004  | Black Velvet     |
| 2005  | Kappa Edizioni   |

## Prix récompensant des œuvres

### Meilleur album
Créé en 1998 sous le nom « meilleure volume (inédit/réédition) » (« miglior volume (inedito/ristampa) »), ce prix récompensant un album « one-shot » s'est appelé « meilleure œuvre de bande dessinée » (« miglior opera a fumetti ») de 2000 à 2005. Durant cette période, seules des traductions ont été récompensées.
À partir de 2006, productions italiennes et étrangères ont été différenciées et le prix a changé fréquemment de nom : « meilleur livre de bande dessinée étrangère » (miglior libro a fumetti estero) en 2006, « meilleur roman graphique étranger » (miglior romanzo grafico straniero) en 2007, avant de se stabiliser en « meilleure bande dessinée étrangère » (miglior fumetto estero) à partir de 2008. Le prix pour une œuvre étrangère est renommé « meilleur roman graphique étranger » (« migliore graphic novel straniero ») à partir de 2019.
Meilleure œuvre de bande dessinée
| Année | Série                                  | Dessinateur    | Scénariste           | Maison d'édition   |
| ----- | -------------------------------------- | -------------- | -------------------- | ------------------ |
| 1998  | Au cœur de la tempête                  | Will Eisner    | Will Eisner          | Punto Zero         |
| 1998  | L'Incal t. 2 : L'Incal lumière         | Mœbius         | Alejandro Jodorowsky | Grifo              |
| 2000  | La Caste des Méta-Barons               | Juan Giménez   | Alejandro Jodorowsky | Alessandro         |
| 2001  | Quartier lointain                      | Jirō Taniguchi | Jirō Taniguchi       | Marvel Italia (it) |
| 2002  | From Hell                              | Eddie Campbell | Alan Moore           | Magic Press        |
| 2003  | La Ligue des gentlemen extraordinaires | Kevin O'Neill  | Alan Moore           | Magic Press        |
| 2004  | 32 décembre                            | Enki Bilal     | Enki Bilal           | Alessandro         |
| 2005  | Blankets                               | Craig Thompson | Craig Thompson       | Coconino Press     |

Meilleure bande dessinée étrangère
| Année | Série                                                                        | Dessinateur        | Scénariste           | Maison d'édition          |
| ----- | ---------------------------------------------------------------------------- | ------------------ | -------------------- | ------------------------- |
| 2006  | Cinema Panopticum                                                            | Thomas Ott         | Thomas Ott           | Black Velvet              |
| 2007  | Exit Wounds                                                                  | Rutu Modan         | Rutu Modan           | Coconino Press            |
| 2008  | Le Combat ordinaire                                                          | Manu Larcenet      | Manu Larcenet        | Coconino Press            |
| 2009  | Laïka                                                                        | Nick Abadzis       | Nick Abadzis         | Magic Press               |
| 2010  | Le Goût du chlore                                                            | Bastien Vivès      | Bastien Vivès        | Black Velvet              |
| 2011  | Le Ciel au-dessus du Louvre                                                  | Bernar Yslaire     | Jean-Claude Carrière | 001 Edizioni (it)         |
| 2011  | Le Ciel au-dessus du Louvre                                                  | Bernar Yslaire     | Bernar Yslaire       | 001 Edizioni (it)         |
| 2012  | Asterios Polyp                                                               | David Mazzucchelli | David Mazzucchelli   | Coconino Press            |
| 2013  | Quai d'Orsay t. 2                                                            | Christophe Blain   | Abel Lanzac          | Coconino Press            |
| 2014  | Essex County                                                                 | Jeff Lemire        | Jeff Lemire          | Panini 9L                 |
| 2015  | Mauvais Genre                                                                | Chloé Cruchaudet   | Chloé Cruchaudet     | Coconino Press / Fandango |
| 2016  | Le Bibendum céleste                                                          | Nicolas de Crécy   | Nicolas de Crécy     | Eris                      |
| 2017  | Patience (en)                                                                | Daniel Clowes      | Daniel Clowes        | BAO Publishing            |
| 2018  | Stupor mundi                                                                 | Néjib              | Néjib                | Coconino Press / Fandango |
| 2019  | Moi, ce que j'aime, c'est les monstres (La mia cosa preferita sono i mostri) | Emil Ferris        | Emil Ferris          | BAO Publishing            |

### Meilleure bande dessinée italienne
À partir de 2006, le prix récompansant un album de bande dessinée distingue œuvres italiennes et étrangères. Après s'être appelé « meilleur livre de bande dessinée » (miglior libro a fumetti) en 2006 et « meilleur roman graphique » (miglior romanzo grafico) en 2007, le nom du prix s'est stabilisé en « meilleure bande dessinée italienne » (miglior fumetto) depuis de 2008.
| Année | Série | Dessinateur       | Scénariste        | Maison d'édition          |
| ----- | --- | ----------------- | ----------------- | ------------------------- |
| 2006  | Fats Waller | Igort             | Carlos Sampayo    | Coconino Press            |
| 2007  | Pandemonio | Squaz             | Gianluca Morozzi  | Fernandel (it)            |
| 2008  | Mafia tabloïds : L'histoire vraie d'un journaliste face à la Cosa Nostra (Ilaria Alpi, il prezzo della verità) | Francesco Ripoli  | Marco Rizzo       | BeccoGiallo               |
| 2009  | En Italie, il n'y a que des vrais hommes (In Italia sono tutti maschi)                                         | Sara Colaone      | Luca de Santis    | Kappa Edizioni            |
| 2010  | État de veille (it) (Morti di Sonno)                                                                           | Davide Reviati    | Davide Reviati    | Coconino Press            |
| 2011  | Cinq mille kilomètres par seconde (Cinquemila chilometri al secondo)                                           | Manuele Fior      | Manuele Fior      | Coconino Press            |
| 2012  | Les Cahiers russes t. 2 : La Guerre oubliée du Caucase (Quaderni russi : La guerra dimenticata del Caucaso)    | Igort             | Igort             | Mondadori                 |
| 2013  | Un polpo alla gola (it)                                                                                        | Zerocalcare       | Zerocalcare       | BAO Publishing            |
| 2014  | L'Entrevue (L'Intervista)                                                                                      | Manuele Fior      | Manuele Fior      | Coconino Press            |
| 2015  | Le ragazzine stanno perdendo il controllo. La società le teme. La fine è azzurra                               | Ratigher          | Ratigher          | Auto-édition              |
| 2016  | Le Port des marins perdus (it) (Il porto proibito)                                                             | Stefano Turconi   | Teresa Radice     | Bao                       |
| 2017  | Kobane Calling                                                                                                 | Zerocalcare       | Zerocalcare       | Bao                       |
| 2018  | Lune du matin (Luna del mattino)                                                                               | Francesco Cattani | Francesco Cattani | Coconino Press / Fandango |
| 2019  | Super Relax | Dottor Pira (it)  | Dottor Pira (it)  | Coconino Press / Fandango |

### Meilleure série
Ce prix s'est appelé « miglior serie o miniserie italiana » en 1998, « miglior serie italiana » de 2000 à 2005 puis a été scindé en deux en 2006 pour différencier les séries réalistes (R, « realistica ») des humoristiques (H, « umoristica »). Entre 2008 et 2010, l'intitulé a été précisé en « série de bande dessinée » (« serie a fumetti »). À partir de 2011, les deux catégories se sont appelées « meilleure série au dessin réaliste/non réaliste » (« miglior serie dal disegno (non) realistico »). En 2015, « au dessin » a été remplacé par « au traitement » (« dal tratto »)
Meilleure série italienne
| Année | Série           | Dessinateur            | Scénariste             | Maison d'édition |
| ----- | --------------- | ---------------------- | ---------------------- | ---------------- |
| 1998  | Rat-Man         | Leo Ortolani           | Leo Ortolani           | Cult Comics (it) |
| 2000  | Rat-Man         | Leo Ortolani           | Leo Ortolani           | Cult Comics (it) |
| 2001  | Julia           | Marco Soldi            | Giancarlo Berardi      | Bonelli          |
| 2002  | Napoleone (it)  | Carlo Ambrosini et al. | Carlo Ambrosini et al. | Bonelli          |
| 2003  | Rat-Man         | Leo Ortolani           | Leo Ortolani           | Panini Comics    |
| 2004  | Monster Allergy | Alessandro Barbucci    | Katja Centomo          | Disney Italia    |
| 2004  | Monster Allergy | Barbara Canepa         | Francesco Artibani     | Disney Italia    |
| 2005  | John Doe (it)   | Divers                 | Lorenzo Bartoli        | Eura (it)        |
| 2005  | John Doe (it)   | Divers                 | Roberto Recchioni      | Eura (it)        |

Meilleure série réaliste
| Année | Série                   | Dessinateur | Scénariste               | Maison d'édition |
| ----- | ----------------------- | ----------- | ------------------------ | ---------------- |
| 2006  | Dampyr (it)             | Divers      | Mauro Boselli et al.     | Bonelli          |
| 2007  | Magico Vento (it)       | Divers      | Gianfranco Manfredi      | Bonelli          |
| 2008  | Volto Nascosto (it)     | Divers      | Gianfranco Manfredi      | Bonelli          |
| 2009  | Julia                   | Divers      | Giancarlo Berardi et al. | Bonelli          |
| 2010  | Tex                     | Divers      | Divers                   | Bonelli          |
| 2011  | Lilith (it)             | Luca Enoch  | Luca Enoch               | Bonelli          |
| 2012  | Shanghai Devil (it)     | Divers      | Gianfranco Manfredi      | Bonelli          |
| 2013  | Lilith                  | Luca Enoch  | Luca Enoch               | Bonelli          |
| 2014  | Shanghai Devil no 16-18 | Divers      | Gianfranco Manfredi      | Bonelli          |
| 2015  | Tex                     | Divers      | Divers                   | Bonelli          |
| 2016  | Lilith                  | Luca Enoch  | Luca Enoch               | Bonelli          |
| 2017  | Dragonero (it) no 32-43 | Divers      | Divers                   | Divers           |
| 2018  | Mercurio Loi no 1-7     | Divers      | Divers                   | Divers           |
| 2019  | Mercurio Loi            | Divers      | Divers                   | Divers           |

Meilleure série humoristique / non réaliste
| Année | Série                                                                                      | Dessinateur       | Scénariste         | Maison d'édition              |
| ----- | ------------------------------------------------------------------------------------------ | ----------------- | ------------------ | ----------------------------- |
| 2006  | Rat-Man                                                                                    | Leo Ortolani      | Leo Ortolani       | Panini Comics                 |
| 2007  | Don Zauker exorciste (it)                                                                  | Daniele Caluri    | Emiliano Pagani    | Mario Cardinali               |
| 2008  | Leo Pulp (it) t. 3 : Il caso della magnolia rossa                                          | Massimo Bonfatti  | Claudio Nizzi      | Bonelli                       |
| 2009  | Don Zauker exorciste                                                                       | Daniele Caluri    | Emiliano Pagani    | Mario Cardinali               |
| 2010  | Pinky, dans Il Giornalino (it)                                                             | Massimo Mattioli  | Massimo Mattioli   | San Paolo (it)                |
| 2011  | Rat-Man                                                                                    | Leo Ortolani      | Leo Ortolani       | Panini Comics                 |
| 2012  | Pinky, dans Il Giornalino                                                                  | Massimo Mattioli  | Massimo Mattioli   | San Paolo                     |
| 2013  | Dracula de Bram Topker (it), dans Topolino no 2945-6                                       | Fabio Celoni      | Bruno Enna         | Disney Italia                 |
| 2014  | Picsou : L'Ultime aventure... (Zio Paperone e l’Ultima Avventura), dans Topolino no 2985-8 | Alessandro Perina | Francesco Artibani | Panini Comics / Disney Italia |
| 2015  | Rat-Man                                                                                    | Leo Ortolani      | Leo Ortolani       | Panini Comics                 |
| 2016  | Rat-Man                                                                                    | Leo Ortolani      | Leo Ortolani       | Panini Comics                 |
| 2017  | Rat-Man Collection                                                                         | Leo Ortolani      | Leo Ortolani       | Panini Comics                 |
| 2018  | Graveyard Kids no 1-2                                                                      | Davide Minciaroni | Davide Minciaroni  | Auto-édition / Doner Club     |

### Meilleure série étrangère
Ce prix s'est appelé « meilleure série ou minisérie (USA/Japon) » (« Miglior serie o miniserie (USA/JAP) »), avec distinction entre séries américaines (A) et japonaises (J) en 1998, « meilleure série étrangère » (« Miglior serie straniera ») de 2000 à 2007, et « meilleure série de bande dessinée étrangère » (« Miglior serie a fumetti estera ») depuis 2008.
| Année    | Série                                        | Dessinateur        | Scénariste           | Maison d'édition        |
| -------- | -------------------------------------------- | ------------------ | -------------------- | ----------------------- |
| 1998 (A) | Kingdom Come                                 | Alex Ross          | Mark Waid            | Magic Press             |
| 1998 (J) | L'Histoire des 3 Adolf                       | Osamu Tezuka       | Osamu Tezuka         | Hazard Edizioni (it)    |
| 2000     | Preacher                                     | Steve Dillon       | Garth Ennis          | Magic Press             |
| 2001     | Hellblazer                                   | Steve Dillon       | Garth Ennis          | Magic Press             |
| 2002     | 100 Bullets                                  | Eduardo Risso      | Brian Azzarello      | Magic Press             |
| 2003     | Blackjack                                    | Osamu Tezuka       | Osamu Tezuka         | Hazard                  |
| 2004     | Au temps de Botchan                          | Jirō Taniguchi     | Natsuo Sekikawa (ja) | Coconino Press          |
| 2005     | Monster                                      | Naoki Urasawa      | Naoki Urasawa        | Panini Comics           |
| 2006     | Bone                                         | Jeff Smith         | Jeff Smith           | Panini Comics           |
| 2007     | Bone                                         | Jeff Smith         | Jeff Smith           | Panini Comics           |
| 2008     | Cesare                                       | Fuyumi Sōryō       | Fuyumi Sōryō         | Star Comics             |
| 2009     | La Guerre d'Alan                             | Emmanuel Guibert   | Emmanuel Guibert     | Coconino Press          |
| 2010     | Pluto                                        | Naoki Urasawa      | Naoki Urasawa        | Panini Comics           |
| 2011     | Scott Pilgrim                                | Bryan Lee O'Malley | Bryan Lee O'Malley   | Rizzoli Lizard          |
| 2012     | The Walking Dead                             | Divers             | Robert Kirkman       | SaldaPress (it)         |
| 2013     | Bouncer L'Integrale, t. 2                    | François Boucq     | Alejandro Jodorowsky | Magic Press             |
| 2014     | L'Attaque des Titans                         | Hajime Isayama     | Hajime Isayama       | Planet Manga            |
| 2015     | Hawkeye                                      | David Aja          | Matt Fraction        | Panini Comics           |
| 2016     | Blast                                        | Manu Larcenet      | Manu Larcenet        | Fandango                |
| 2017     | Sunny                                        | Taiyō Matsumoto    | Taiyō Matsumoto      | J-Pop                   |
| 2018     | Dead Dead Demon's Dededededestruction no 1-4 | Inio Asano         | Inio Asano           | Planet Manga            |
| 2019     | Berlin, vol. 3                               | Jason Lutes        | Jason Lutes          | Coconino Press/Fandango |

### Prix du patrimoine
Ce prix, appelé « Meilleure réédition d'un classique » (Miglior riedizione di un classico), a porté en 2007 le nom « prix de la conservation du patrimoine de la bande dessinée » (Premio alla conservazione del patrimonio fumettistico »).
| Année | Série rééditée                                    | Dessinateur            | Scénariste               | Maison d'édition           |
| ----- | ------------------------------------------------- | ---------------------- | ------------------------ | -------------------------- |
| 2006  | Diario Vitt (it)                                  | Benito Jacovitti       | Benito Jacovitti         | La Repubblica              |
| 2007  | Il Commissario Spada t. 4                         | Gianni de Luca         | Gianluigi Gonano         | Black Velvet / Edizioni BD |
| 2008  | Pugaciòff (it) & dintorni 1959/1963               | Giorgio Rebuffi        | Giorgio Rebuffi          | Annexia                    |
| 2009  | Gian Burrasca e altre storie                      | Gianni De Luca         | Divers                   | Black Velvet               |
| 2010  | Don Chisciotte                                    | Lino Landolfi          | Lino Landolfi            | Nicola Pesce               |
| 2011  | Le Panoramiche di Jacovitti                       | Benito Jacovitti       | Benito Jacovitti         | Nuovi Equilibri (it)       |
| 2012  | L'Éternaute                                       | Francisco Solano López | Héctor Germán Oesterheld | 001 Edizioni (it)          |
| 2013  | Valentina Mela Verde (it) t. 4                    | Grazia Nidasio         | Grazia Nidasio           | Comicout                   |
| 2014  | La Femme insecte (La Cronaca degli Insetti Umani) | Osamu Tezuka           | Osamu Tezuka             | Hikari Edizioni (it)       |
| 2015  | Blizzard noir                                     | Yoshihiro Tatsumi      | Yoshihiro Tatsumi        | BAO Publishing             |
| 2016  | Docteur Slump Perfect Edition vol. 1              | Akira Toriyama         | Akira Toriyama           | Star Comics                |
| 2017  | The Complete Terry e i pirati (1934-1936)         | Milton Caniff          | Milton Caniff            | Cosmo (it)                 |
| 2018  | Quimby the Mouse (en)                             | Chris Ware             | Chris Ware               | Oblomov Edizioni           |
| 2019  | Michel Choupin (Sono un giovane mediocre)         | Gérard Lauzier         | Gérard Lauzier           | Rizzoli Lizard             |

### Meilleure histoire courte
Créé en 2007 sous le nom « meglior raconto breve », ce prix qui récompense une histoire courte, un fanzine ou un album très court porte depuis 2008 le nom « miglior storia breve ».
| Année | Histoire                                                         | Auteur                         | Maison d'édition           |
| ----- | ---------------------------------------------------------------- | ------------------------------ | -------------------------- |
| 2007  | « Oltre lo specchio », dans Riflessi                             | Marco Corona                   | Coconino Press             |
| 2008  | Barcazza                                                         | Francesco Cattani              | Ernest                     |
| 2009  | « Scòz chiede a Paz », dans la Repubblica XL (it) no 36          | Filippo Scòzzari               | L’Espresso                 |
| 2010  | « Il Mondo moderno », dans Animals no 5                          | Gipi                           | Coniglio                   |
| 2011  | « I Ronfi », dans Pic Nic                                        | Adriano Carnevali              | Superamici                 |
| 2012  | « Storia di Aiace, fumettista tenace! », dans Gang Bang          | Sergio Ponchione               | Edizioni BD / Il Manifesto |
| 2013  | « Era de Maggio », dans Il Canzoniere illustrato                 | Akab                           | Auto-édition               |
| 2014  | Uno si distrae al bivio. La crudele scalmana di Rocco Scotellaro | Giuseppe Palumbo               | Lavieri Edizioni           |
| 2015  | « Natale Nero », dans Natali Neri e altre storie di guerra       | Fabio Visintin                 | Comicout                   |
| 2016  | « Kobane Calling », dans Internazionale n°1085                   | Zerocalcare                    | Internazionale             |
| 2017  | « Nobisi », dans Le Piccoli Morti                                | Brian Freschi et Flavia Biondi | Manticora Autoproduzioni   |
| 2018  | Chair de poule                                                   | Lonnie Bao                     | Melagrana                  |

### Meilleure bande dessinée en ligne
Ce prix s'est appelé en italien « Migliore Blog o Webcomic » en 2008 et 2009, puis « miglior web fumetto » à partir de 2010.
| Année | Auteur                              | Titre et site         |
| ----- | ----------------------------------- | --------------------- |
| 2008  | Lele Corvi                          | Crow's Village        |
| 2009  | Deco                                | InkSpinster           |
| 2010  | Flaviano Armentaro                  | Come Vuoto            |
| 2011  | Giacomo Bevilacqua                  | A Panda piace (it)    |
| 2012  | Zerocalcare                         | Zerocalcare           |
| 2013  | Makkox                              | Makkox                |
| 2014  | Divers                              | Verticalismi          |
| 2015  | Lorenzo Ghetti                      | To be continued       |
| 2016  | Francesco Savino et Stefano Simeone | Vive e Vegeta         |
| 2017  | Jacopo Paliaga et French Carlomagno | Aqualung : Stagione 2 |
| 2018  | Samuel Daveti et Laura Camelli      | I tre cani            |

### Autres prix
Prix de l'auto-édition (miglior autoproduzione)
- 1998 : Akab, Bonerest

Meilleure revue (miglior rivista)
- 1998 : Il Corvo Presenta

Meilleure bande dessinée pour enfants (miglior fumetto per bambini)
- 2007 : Altan, Pimpa (Franco Panini Ragazzi (it))

Meilleure bande dessinée pour jeunes (miglior fumetto per ragazzi)
Renommé « jeunes lecteurs » en 2019 « Giovani letture ».
- 2018 : Silvia Vecchini et Sualzo, La zone rossa (Editrice Il Castoro)
- 2019 :  Marc Boutavant et Emmanuel Guibert, Ariol vol. 1-2 (Becco Giallo)

Meilleure première œuvre (migliore Opera Prima)
- 2019 : Fumettibrutti, Romanzo esplicito (Feltrinelli Comics)

## Autres prix
Prix remis dans le cadre du festival par le festival lui-même et non par le jury.

### Prix spéciaux
- 2000 (pour l'ensemble de leur carrière) :  Enki Bilal et  Charles Vess
- 2001 (hôte d'honneur) :  José Muñoz
- 2001 (auteur particulièrement méritant) :  Carlos Trillo
- 2002 (pour l'ensemble de son œuvre) :  Silver
- 2008 (prix Lo Spazio Bianco) : Paolo Bacilieri, La Magnifica Desolazione (Kappa)
- 2014 (maître du Comicon 2015) :  Milo Manara
- 2015 (pour l'ensemble de sa carrière) :  Alfredo Castelli
- 2015 (maître du Comicon 2016) :  Silver
- 2016 (maître du Comicon 2017) :  Roberto Recchioni
- 2017 (maître du Comicon 2018) :  Lorenzo Mattotti
- 2018 (maître du Comicon 2019) :  Gipi

### Événement de l'année
- 2000 : 20e anniversaire de Glamour International
- 2001 : 10e anniversaire de Topolin Edizioni
- 2002 : 40e anniversaire de Diabolik (Astorina)
- 2004 : 30e anniversaire des Humanoïdes associés
- 2005 : 40 années d'activité de Sergio Toppi

### Meilleure initiative éditoriale («miglior iniziativa editoriale»)
- 2000 : La revue Mano fumetti scritti disegni (Coconino Press)
- 2001 : L'édition de Maus (Einaudi)
- 2002 : Association Vivacomix de Pordenone
- 2003 : La revue d'étude Scuola di Fumetto (Coniglio Editore)
- 2004 : La collection « Ineditalia » (Edizioni ANAFI)
- 2005 : Archives du Spirit (Kappa)

### Prix XL
Remis lors du festival de Naples, ce prix est décerné après un vote des internautes sur xelle.it d'après une pré-sélection de dix titres réalisée par la rédaction du mensuel Repubblica XL.
| Année | Œuvre distinguée                                        | Dessinateur           | Scénariste            | Maison d'édition     |
| ----- | ------------------------------------------------------- | --------------------- | --------------------- | -------------------- |
| 2008  | Rat-Man                                                 | Leo Ortolani          | Leo Ortolani          | Panini Comics        |
| 2009  | Rat-Man                                                 | Leo Ortolani          | Leo Ortolani          | Panini Comics        |
| 2010  | Hanchi, Pinchi e Panchi                                 | Maicol & Mirco        | Maicol & Mirco        | Coconino Press       |
| 2011  | Le ragazze nello studio di Munari                       | Alessandro Baronciani | Alessandro Baronciani | Black Velvet         |
| 2012  | La Prophétie du tatou (it) (La profezia dell'armadillo) | Zerocalcare           | Zerocalcare           | BAO Publishing       |
| 2013  | Un polpo alla gola (it)                                 | Zerocalcare           | Zerocalcare           | BAO Publishing       |
| 2014  | Orphelins (it) (Orfani)                                 | Emiliano Mammucari    | Roberto Recchioni     | Bonelli              |
| 2015  | Il mondo così com’è                                     | Massimo Giacon        | Tiziano Scarpa        | Rizzoli Lizard       |
| 2016  | Anubi (it)                                              | Simone Angelini       | Marco Taddei          | Grrrz                |
| 2017  | Palla Rossa e Palla Blu                                 | Maicol & Mirco        | Maicol & Mirco        | Coconino Presspremio |

### Prix Nuove Strade
Institué en 2001 par le Comicon en partenariat avec le Centro fumetto Andrea Pazizenza (Crémone), ce prix récompense un jeune auteur italien se démarquant par un travail expérimental ou novateur. Un prix du meilleure jeune auteur italien avait déjà été remis en 1998 (« Miglior Giovane Autore Italiano ») et 2000 (i preimati dagli esperti: Miglior autore esordiente e/o autoproduzione).
| Année | Nom                  |
| ----- | -------------------- |
| 1998  | Riccardo Crosa       |
| 2000  | Andrea Bruno         |
| 2001  | Antonio Pepe         |
| 2001  | Dario Morgante       |
| 2002  | Alessio Spataro      |
| 2003  | Marco Corona         |
| 2003  | Michele Petrucci     |
| 2004  | Mabel Morri          |
| 2005  | Luca Genovese        |
| 2005  | Maicol & Mirco       |
| 2006  | Giacomo Nanni        |
| 2007  | Paolo Parisi         |
| 2008  | Luca Vanzella        |
| 2009  | Luana Vergari        |
| 2009  | Tuono Pettinato      |
| 2010  | Francesco Cattani    |
| 2011  | Alessandro Lise      |
| 2011  | Alberto Talami       |
| 2012  | Marino Neri          |
| 2013  | Tiziano Angri        |
| 2014  | Bianca Bagnarelli    |
| 2015  | Silvia Rocchi        |
| 2016  | Francesco Guarnaccia |
| 2017  | Martoz               |
| 2018  | Spugna               |

### Prix du public Mondadori
Ce prix est nommé « premio del pubblico Mondadori » en italien.
- 2017 : Sarah Andersen, Crescere, che palle! (BeccoGiallo Editore)
- 2018 : Zerocalcare, Au-delà des décombres (it) (Macerie prime) (BAO Publishing)